# Balota Bompindji
Balota Hortence Bompindji (Kinshasa, 31 marzo 1972) è un'ex cestista della Repubblica Democratica del Congo.

## Carriera
Con la RD del Congo ha disputato i Campionati mondiali del 1998.